# Gmina Pajusi
Gmina Pajusi (est. Pajusi vald) – gmina wiejska w Estonii, w prowincji Jõgeva.
W skład gminy wchodzą:
- 23 wsie: Aidu, Arisvere, Kaave, Kalana, Kauru, Kose, Kõpu, Kõrkküla, Lahavere, Loopre, Luige, Mõisaküla, Mõrtsi, Nurga, Pajusi, Pisisaare, Sopimetsa, Tapiku, Tõivere, Uuevälja, Vorsti, Vägari, Väljataguse.